# 다산한강중학교
다산한강중학교(茶山漢江中學校)는 대한민국 경기도 남양주시에 있는 공립 중학교이다.

## 연혁
- 2019. 09. 01 다산한강중학교 설립 인가
- 2019. 09. 01 초대 이재용 교장 취임
- 2019. 09. 02 개교 및 시업식(6학급)
- 2019. 09. 02 제1회 졸업식(21명)
- 2019. 09. 02 2020학년도 입학생(179명)